# Timex Sinclair 1000

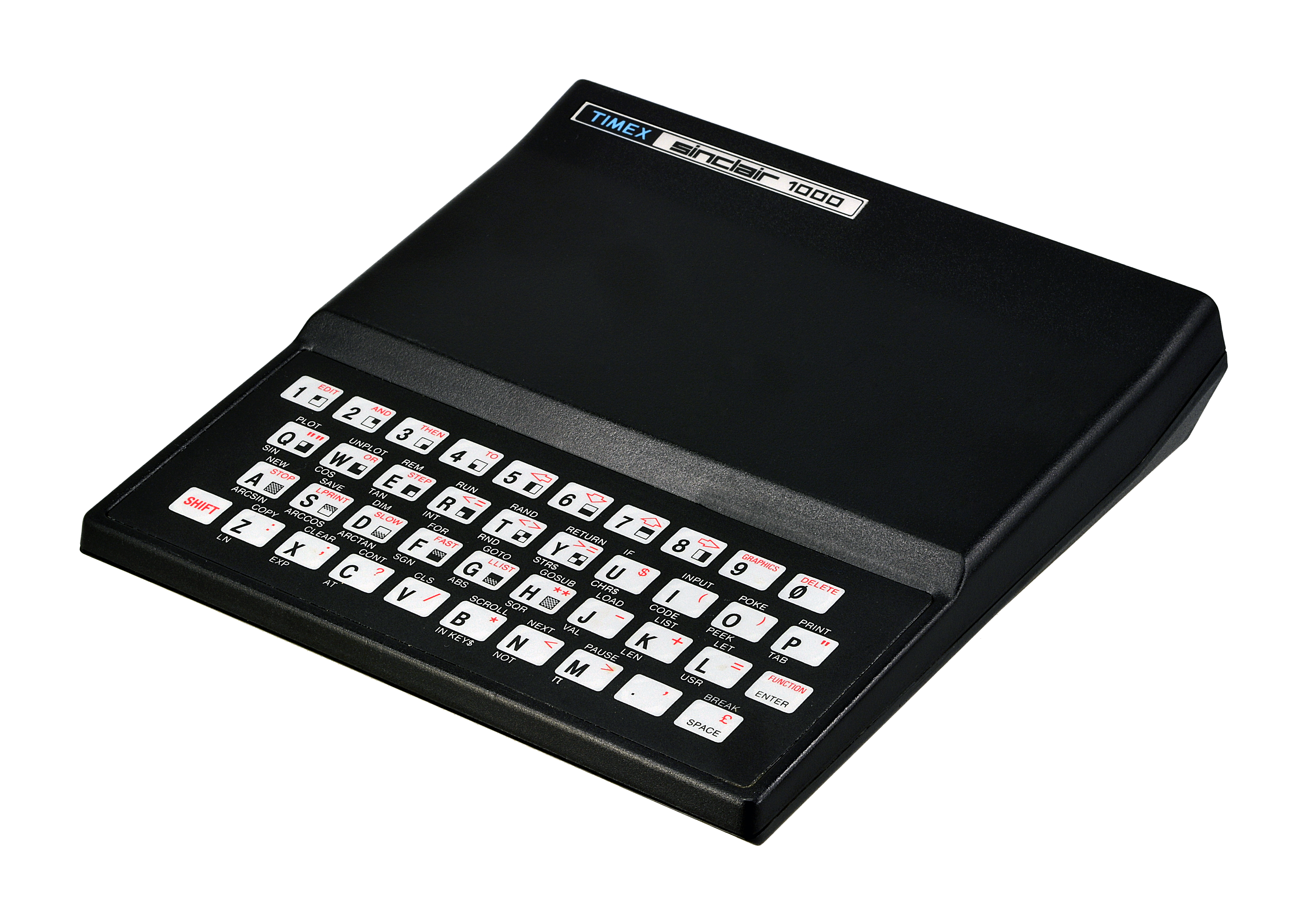
Timex Sinclair 1000

Timex Sinclair 1000 es la variante estadounidense del ordenador Sinclair ZX81, fabricada por Timex Sinclair. A diferencia del ZX81 estaba equipado con 2 KiB de memoria RAM y un modulador de TV NTSC. La principal diferencia visible era el logotipo de Timex Sinclair en lugar del logotipo ZX81, de lo contrario, los equipos eran visualmente idénticos. Los primeros equipos Timex Sinclair 1000 contenían la placa de un equipo ZX81. Estas versiones tenían sólo 1 KiB de RAM. Más tarde salió al mercado el Timex Sinclair 1500, en competencia directa con el Timex Sinclair 1000, con 16 KiB de memoria integrando en el conjunto un teclado de goma. En Portugal se fabricó el ordenador Timex Sinclair 1000 con el modulador de RF para el estándar PAL.
Todo el equipo sólo tenía 4 circuitos integrados. El problema de la computadora eran los defectos de fabricación, y según las estadísticas se estropeaba uno de cada tres equipos.
La memoria de la computadora podía ser ampliada mediante el módulo de memoria Timex Sinclair 1016 de 16 KiB, obteniendo un total de 18 KiB. Después de salir el modelo Timex Sinclair 1500, se le cambió la interfaz de memoria por la del Timex Sinclair 1510, que permitía la utilización de una memoria de cartucho diferente.
Para este equipo se fabricaron el reproductor de casete Timex Sinclair 2020 y la impresora Timex Sinclair 2040.

## Hardware

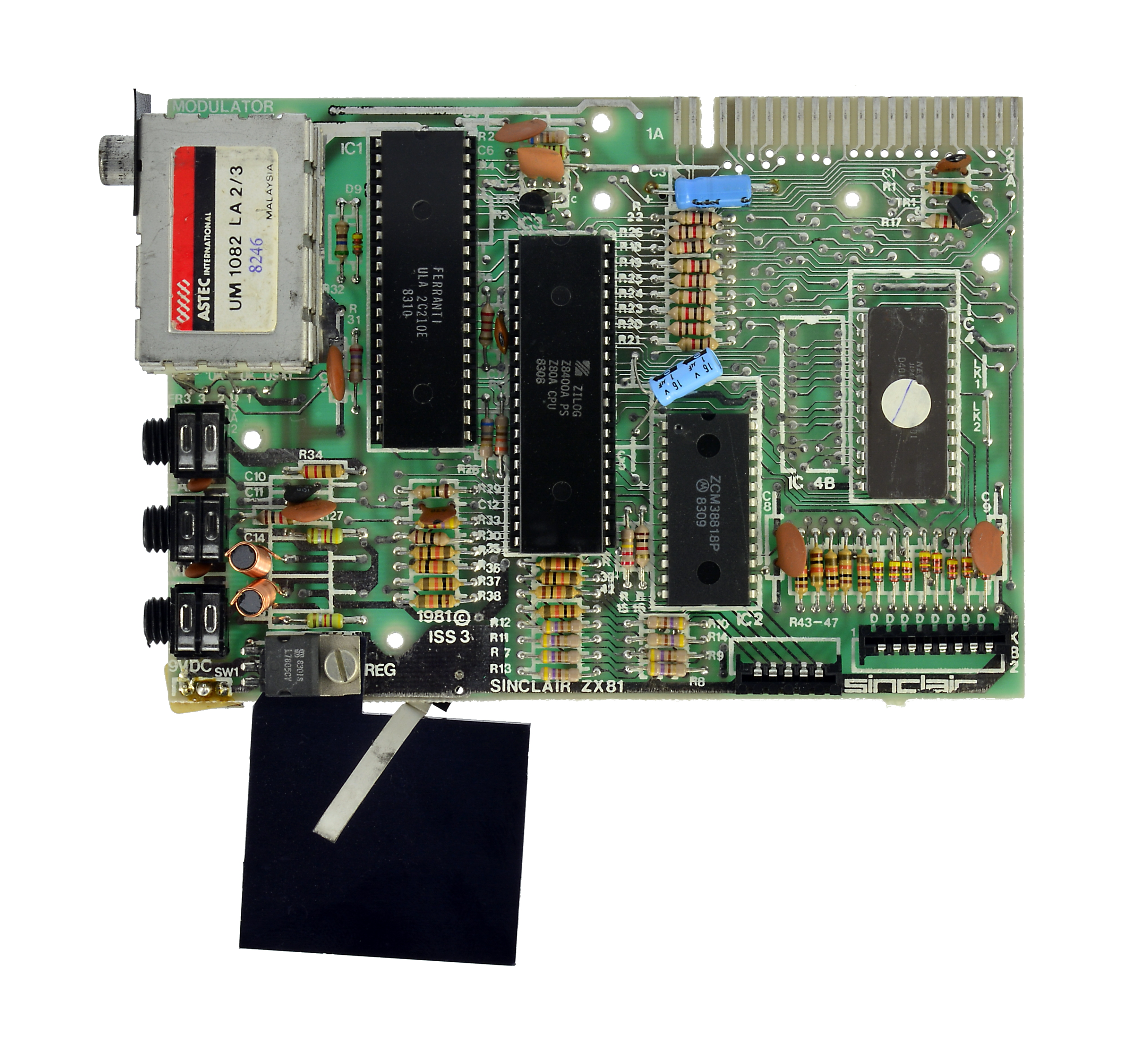
Placa base

## Hardware[8]
- Procesador: Z80
- RAM: 2 KiB
- ROM: 8 KiB